# Ибрагимов, Максуд Муртазалиевич
Максуд Муртазалиевич Ибрагимов (род. 2 февраля 1991, Кизилюрт, Дагестанская АССР) — российский дзюдоист, чемпион и призёр чемпионатов России, призёр престижных международных турниров, мастер спорта России. В 10 лет начал заниматься дзюдо в кизилюртовской СДЮШОР под началом Джабраила Магомедова. С 16 лет живёт в Саратове. Учится в академии права.

## Спортивные результаты
- Чемпионат России по дзюдо 2014 года — ;
- Чемпионат России по дзюдо 2016 года — ;
- Чемпионат России по дзюдо 2021 года — ;